# Samdong-myeon, Namhae-gun
Samdong-myeon (koreanska: 삼동면)  är en socken i kommunen Namhae-gun i provinsen Södra Gyeongsang i den södra delen av Sydkorea, 320 km söder om huvudstaden Seoul. Den ligger på östra delen av ön Namhaedo.